# Gösta Åbergh
Gösta Åbergh (Härnösand, Suecia, 1919-2006) fue un arquitecto sueco.

## Biografía

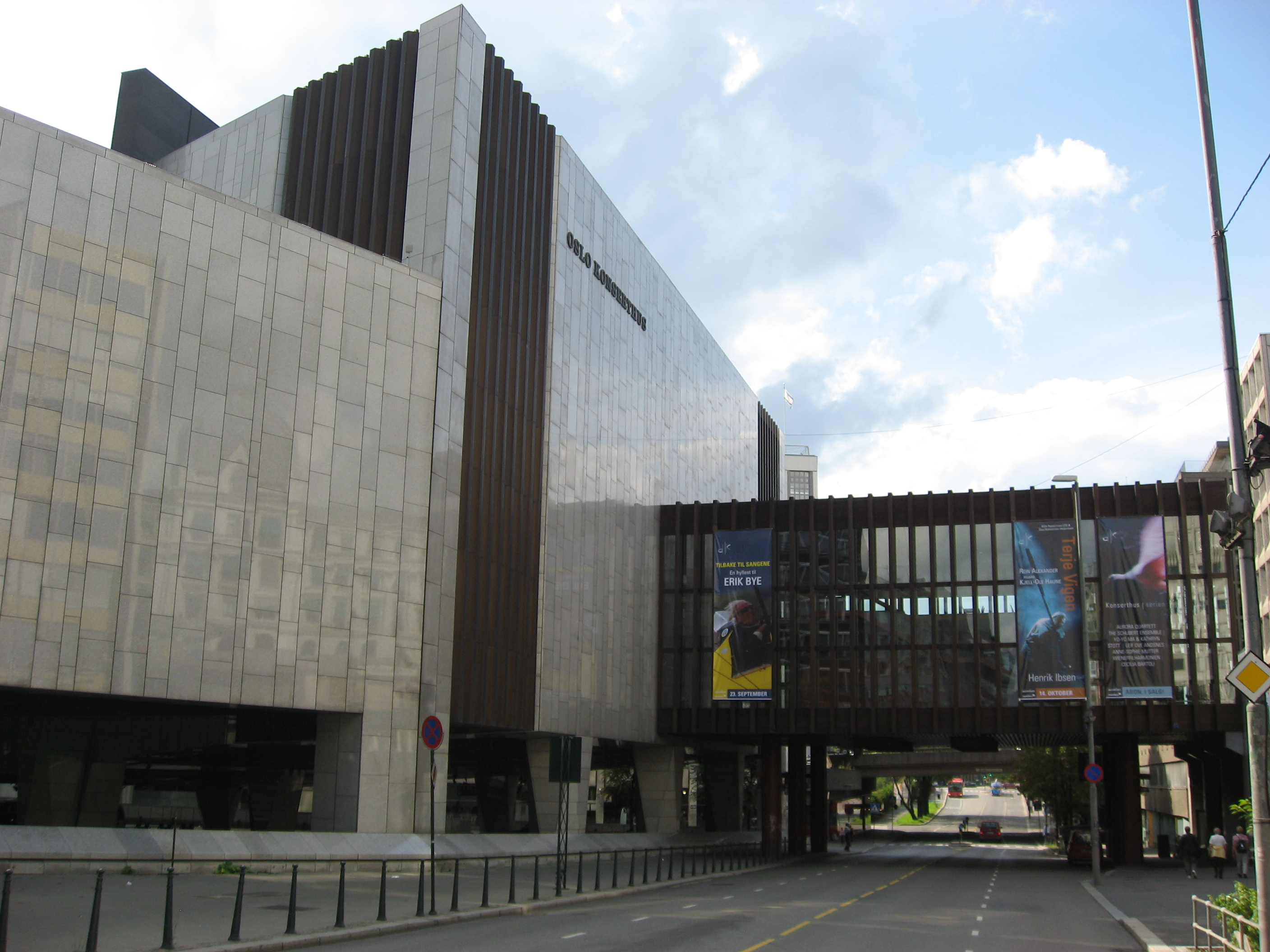
Sala de conciertos de Oslo, diseñada por Gösta Åbergh.

Gösta Åhberg estudió en el Real Instituto de Tecnología de Estocolmo y fundó su propio estudio de arquitectura en 1949. Entre sus obras más destacadas está el complejo de edificios Valhallavagen en el Konstfacks, Universidad de Artes, artesanía y diseño de Estocolmo; la Sala de conciertos de Oslo y varios edificios públicos en Noruega.
Los edificios de Valhallavagen han sido descritos como "unos de los más bellos edificios de la ciudad desde 1950, con la creación de células alargadas, agrupadas en torno a patios". Las fachadas de los edificios son catalogadas como monumentos históricos.